# Edward Cullen
Edward Cullen (nom de vampir) o Edward Anthony Masen és un dels personatges principals de la saga Crepuscle de novel·la juvenil escrita per Stephenie Meyer. Es tracta del vampir "bo" protagonista, enamorat de Bella Swan i rival de Jacob Black.
Edward Masen, fill d'Elisabeth Masen i Edward Masen, va néixer al principi del segle XX (20 de juny del 1901), i essent encara nen (el 1918, quan ell tenia 17 anys), el Dr. Carlisle Cullen, que en realitat era un vampir, el va transformar en vampir per a salvar-li la vida, ja que estava a punt de morir a causa de la grip espanyola (els seus pares biològics ja s'havien mort a causa d'aquesta malaltia) i li va fer de pare. Anys més tard en Carlisle s'enamorà i transformà en vampiressa a Esme, que farà de mare a Edward. Deu anys després de trobar en Carlisle, l'Edward decideix marxar sol i dedicar-se a matar les persones que ell troba "dolentes", però se'n cansa i decideix tornar amb Carlisle i Esme. Després, a la familia també s'hi uneixen els que seran els seus germans, Rosalie i Emmett, i Alice i Jasper. Gairebé un segle després, coneix la humana Isabella Swan, de la que s'enamora, tot i que al mateix temps sent la temptació de menjar-la, ja que per a ell la seva sang fa més bona olor que la de la resta d'humans. Ell lluitarà contra la parella de vampirs "dolents" James i Victoria, ja que aquests volen alimentar-se de Bella. Ella té un amic molt proper, Jacob Black, que és home llop i que lluitarà per l'amor de Bella, tot i que ella acaba escollint a l'Edward i es casen (quan ella és encara humana), i tenen una filla semi-vampir, Renesmee. Després Edward transforma a Bella en vampiressa, tot i que amb això tots els problemes no s'hauran acabat per a ell, ja que els Vulturis (una mena de reialesa per als vampirs), voldran acabar amb la seva filla, i amb la resta de la família Cullen, tot i que gràcies a la seva esposa, Bella Cullen, se n'acaben sortint.